# 누이 환초

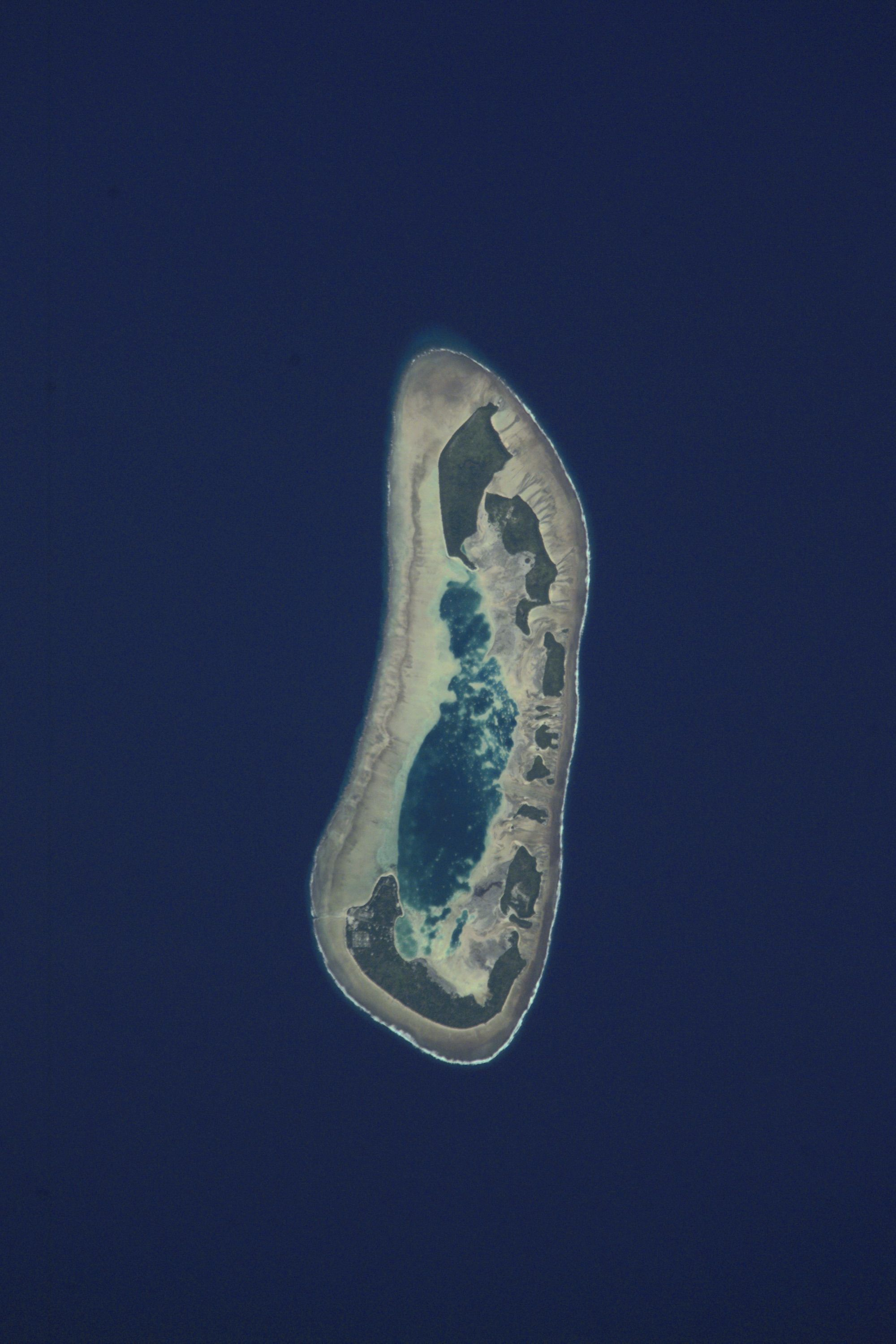
누이 환초 위성사진

누이 환초(Nui)는 투발루를 이루는 9개의 환초 중 하나이다. 면적은 3.37km2, 인구는 542명(2012년 기준)이다. 크게 21개 섬으로 나뉘는데 대부분 페누아타푸섬 서쪽 끝 일대에만 사람이 산다. 페누아타푸섬에는 페누아타푸(Fenua Tapu) 마을과 탄라케(Tanrake) 마을 두 곳이 있다.
누이 환초의 주민들은 전통적으로 3개 씨족인 테카우바옹가족(Tekaubaonga), 테카우니말라족(Tekaunimala), 테카우니비티족(Tekaunibiti)으로 나뉜다. 2012년에 실시된 인구 조사 기준으로는 알라모니 마을에 321명이, 탄라케 마을에 221명이 거주한다. 교육 시설로는 바이푸나 초등학교가 있다.

## 역사
누이 환초가 유럽인들에 의해 처음으로 발견된 것은 1568년 1월 16일의 일로, 스페인 제국의 탐험가 알바로 데 멘다냐 이 네이라가 발견하고선 '헤수스섬'(스페인어: Isla de Jesús, 예수의 섬)이란 이름을 붙였다. 그 이유는 섬을 발견한 날이 '예수 성명 축일' 바로 다음 날이었기 때문이었다.
1860년부터 1900년 사이 누이 환초의 인구 수는 250명에서 300명 사이로 추정된다. 비슷한 시기에 마르틴 클레이스(Martin Kleis)라는 덴마크 출신의 무역가가 이곳에 정착해 코프라를 재배했고, 뉴질랜드의 무역 회사인 헨더슨 앤드 맥펄린(Henderson and Macfarlane)과 교역하였다고 전해진다.
1882년 2월 16일에는 지진해일이 이 환초를 휩쓸어 피해를 끼쳤다. 누이 환초에서는 지금도 2월 16일이 되면 '홍수의 날'(Bogin te leka)라고 하여 이날을 기리기 위한 추모 행사를 거행한다. 1919년에는 누이 환초의 우편 업무를 담당하는 우체국이 문을 열었다.

## 지리
누이 환초는 약 21개 섬으로 다시 구분된다.
- 페누아타푸섬(Fenua Tapu)
- 모투푸아카카섬(Motupuakaka)
- 파칸토우섬(Pakantou)
- 필리아이에베섬(Piliaieve)
- 퐁갈레이섬(Pongalei)
- 탈랄로라에섬(Talalolae)
- 텔리키아이섬(Telikiai, 메앙섬이라고도 함)
- 토키니바에섬(Tokinivae)
- 우니마이섬(Unimai)
- 그 외 12개 섬

이 중에서 가장 큰 섬은 페누아타푸섬으로, 환초의 최남동단에 위치해 있다. 면적은 1.38km2에 달하며 인구 수도 가장 많다. 그 다음으로는 환초의 최동단에 위치한 텔리키아이섬, 토키니바에섬, 퐁갈레이섬, 탈랄로라에섬, 파칸토우섬, 우니마이섬, 필리아이에베섬, 모투푸아카카섬 등이 뒤를 잇는다.

## 언어
누이 환초의 조상은 사모아 제도와 현재의 키리바시에 해당되는 길버트 제도에서 이주한 것으로 추정되며 주민들은 지금도 길버트어, 투발루어와 키리바시어를 구사한다.